# Unione Sportiva Livorno 1942-1943
Questa voce raccoglie le informazioni riguardanti l'Unione Sportiva Livorno nelle competizioni ufficiali della stagione 1942-1943.

## Stagione
Nella stagione 1942-1943 il Livorno disputò il nono campionato di Serie A della sua storia, ed è stata una fantastica galoppata che i ragazzi di Ivo Fiorentini fanno sui campi di tutta Italia, lottando fino all'ultimo minuto dell'ultima giornata di campionato per vincere lo scudetto tricolore. I 18 eroi amaranto non godono alla vigilia del torneo di nessuna considerazione. I labronici prendono la testa della classifica dalla prima giornata fino alla ventiseiesima. La battuta d'arresto di Roma permette al Torino il sorpasso il 4 aprile. Poi gli amaranto vincono in scioltezza gli ultimi tre incontri, il Torino stenta più del lecito nelle ultime partite. A Bari, a tre minuti dal termine del campionato matura la beffa per il Livorno, una rete di Valentino Mazzola regala il pareggio ed il titolo con 44 punti al Torino. Al Livorno un prestigioso secondo posto con 43 punti.

## Divise
| 1ª divisa |

## Organigramma societario
Area direttiva
- Presidente: Bruno Baiocchi

Area tecnica
- Allenatore: Ivo Fiorentini

## Rosa
| N. |                   | Ruolo | Calciatore          |
| -- | ----------------- | ----- | ------------------- |
|    | Italia (bandiera) | P     | Ascanio Assirelli   |
|    | Italia (bandiera) | P     | Porthus Silingardi  |
|    | Italia (bandiera) | D     | Fabio Del Bianco    |
|    | Italia (bandiera) | D     | Silvano Grassi      |
|    | Italia (bandiera) | D     | Ermelindo Lovagnini |
|    | Italia (bandiera) | D     | Eto Soldani         |
|    | Italia (bandiera) | C     | Ostilio Capaccioli  |
|    | Italia (bandiera) | C     | Marcello Martinelli |
|    | Italia (bandiera) | C     | Leonetto Spagnoli   |

| N. |                   | Ruolo | Calciatore         |
| -- | ----------------- | ----- | ------------------ |
|    | Italia (bandiera) | C     | Mario Stua         |
|    | Italia (bandiera) | C     | Renato Tori        |
|    | Italia (bandiera) | C     | Teresio Traversa   |
|    | Italia (bandiera) | C     | Mario Zidarich (I) |
|    | Italia (bandiera) | A     | Pietro Degano      |
|    | Italia (bandiera) | A     | Giovanni Emiliani  |
|    | Italia (bandiera) | A     | Athos Miniati      |
|    | Italia (bandiera) | A     | Teresio Piana      |
|    | Italia (bandiera) | A     | Renato Raccis      |

## Risultati

### Serie A

#### Girone d'andata
| Arbitro: | Biancone (Roma) |

|                      |           |             |
| Piana 49’ Degano 78’ | Marcatori | 40’ Pernigo |

| Arbitro: | Donati (Milano) |

|             |           |                           |
| Loik II 38’ | Marcatori | 51’ Zidarich I 68’ Degano |

| Arbitro: | Neri (Vicenza) |

|                               |           |                         |
| Raccis 32’ Piana 43’ Stua 51’ | Marcatori | 62’ (rig.) Silvestrelli |

| Arbitro: | Scotto (Savona) |

|  |           |                      |
|  | Marcatori | 24’ Raccis 88’ Piana |

| Arbitro: | Donati (Milano) |

|                                          |           |                |
| Zidarich I 9’ (rig.), 65’ Piana 35’, 50’ | Marcatori | 44’, 86’ Piola |

| Arbitro: | Barlassina (Novara) |

|             |           |                     |
| Biavati 58’ | Marcatori | 9’ Raccis 40’ Piana |

| Arbitro: | Scotto (Savona) |

|           |           |             |
| Piana 88’ | Marcatori | 11’ Orlando |

| Arbitro: | Zelocchi (Modena) |

|  |           |            |
|  | Marcatori | 40’ Raccis |

| Arbitro: | Dattilo (Roma) |

|             |           |                |
| Ferrari 71’ | Marcatori | 89’ Zidarich I |

| Arbitro: | Zelocchi (Modena) |

|  |           |                                                |
|  | Marcatori | 1’ Borel II 26’ Ventimiglia 41’ Sentimenti III |

| Arbitro: | Galeati (Bologna) |

|                                              |           |                        |
| Bertoni I 2’ Trevisan 47’, 73’, 85’ Neri 89’ | Marcatori | 31’ Degano 87’ Miniati |

| Arbitro: | Mattea (Torino) |

|                 |           |  |
| Degano 48’, 70’ | Marcatori |  |

| Arbitro: | Dattilo (Roma) |

|                                         |           |                                   |
| Valcareggi 41’, 50’ Penzo 48’ Suppi 85’ | Marcatori | 44’ Zidarich I 52’ Piana 89’ Tori |

| Arbitro: | Scotto (Savona) |

|                        |           |  |
| Miniati 18’ Degano 85’ | Marcatori |  |

| Arbitro: | Scorzoni (Bologna) |

|               |           |             |
| Rosellini 28’ | Marcatori | 26’ Miniati |

#### Girone di ritorno
| Arbitro: | Zelocchi (Modena) |

|  |           |          |
|  | Marcatori | 61’ Stua |

| Livorno 24 gennaio 1943 17ª giornata | Livorno            | 0 – 0 | Torino | Stadio Edda Ciano Mussolini (20 000 spett.)\| Arbitro: \| Scorzoni (Bologna) \| |
| Arbitro:                             | Scorzoni (Bologna) |       |        |                                                                                 |

| Arbitro: | Galeati (Bologna) |

|               |           |                         |
| Diotallevi 2’ | Marcatori | 21’ Stua 63’ Zidarich I |

| Arbitro: | Biancone (Roma) |

|           |           |       |
| Piana 17’ | Marcatori | 8’ Gè |

| Arbitro: | Zelocchi (Modena) |

|  |           |           |
|  | Marcatori | 16’ Piana |

| Arbitro: | Scotto (Savona) |

|           |           |  |
| Piana 54’ | Marcatori |  |

| Arbitro: | Galeati (Bologna) |

|              |           |            |
| Fabbri II 5’ | Marcatori | 50’ Raccis |

| Arbitro: | Dattilo (Roma) |

|                              |           |                      |
| Stua 9’, 38’, 43’ Raccis 80’ | Marcatori | 63’ Bo 90’ Cominelli |

| Livorno 14 marzo 1943 24ª giornata | Livorno        | 0 – 0 | Triestina | Stadio Edda Ciano Mussolini (12 000 spett.)\| Arbitro: \| Dattilo (Roma) \| |
| Arbitro:                           | Dattilo (Roma) |       |           |                                                                             |

| Arbitro: | Scorzoni (Bologna) |

|                      |           |  |
| Lushta 22’, 60’, 65’ | Marcatori |  |

| Arbitro: | Zelocchi (Modena) |

|                                  |           |              |
| Raccis 14’ Stua 65’ Traversa 73’ | Marcatori | 26’ Trevisan |

| Arbitro: | Scotto (Savona) |

|            |           |  |
| Amadei 42’ | Marcatori |  |

| Arbitro: | Dattilo (Roma) |

|                                             |           |                |
| Crola 4’ (aut.) Miniati 10’ Raccis 65’, 89’ | Marcatori | 88’ Della Rosa |

| Arbitro: | Biancone (Roma) |

|              |           |                               |
| Colaussi 61’ | Marcatori | 50’ Stua 60’ Raccis 87’ Piana |

| Arbitro: | Scotto (Savona) |

|                                        |           |              |
| Traversa 14’ Capaccioli 42’ Raccis 57’ | Marcatori | 11’ Morselli |

### Coppa Italia
| Arbitro: | Bertolio (Torino) |

|                    |           |               |
| Stua 1’ Degano 14’ | Marcatori | 28’ Michelini |

| Arbitro: | Silvano (Torino) |

|                 |           |                                                     |
| Raccis 61’, 65’ | Marcatori | 35’ Del Medico 46’ Cappello IV 76’ (rig.) Boniforti |

## Statistiche

### Statistiche di squadra
| Competizione | Punti | In casa | In casa | In casa | In casa | In casa | In casa | In trasferta | In trasferta | In trasferta | In trasferta | In trasferta | In trasferta | Totale | Totale | Totale | Totale | Totale | Totale | DR  |
| Competizione | Punti | G       | V       | N       | P       | Gf      | Gs      | G            | V            | N            | P            | Gf           | Gs           | G      | V      | N      | P      | Gf     | Gs     | DR  |
| ------------ | ----- | ------- | ------- | ------- | ------- | ------- | ------- | ------------ | ------------ | ------------ | ------------ | ------------ | ------------ | ------ | ------ | ------ | ------ | ------ | ------ | --- |
| Serie A      | 43    | 15      | 10      | 4       | 1       | 30      | 14      | 15           | 8            | 3            | 4            | 22           | 20           | 30     | 18     | 7      | 5      | 52     | 34     | +18 |
| Coppa Italia |       | 2       | 1       | 0       | 1       | 4       | 4       | -            | -            | -            | -            | -            | -            | 2      | 1      | 0      | 1      | 4      | 4      | 0   |
| Totale       | -     | 17      | 11      | 4       | 2       | 34      | 18      | 15           | 8            | 3            | 4            | 22           | 20           | 30     | 19     | 7      | 6      | 56     | 38     | +18 |

### Statistiche dei giocatori[2]
| Giocatore       | Serie A  | Serie A | Coppa Italia | Coppa Italia | Totale   | Totale |
| Giocatore       | Presenze | Reti    | Presenze     | Reti         | Presenze | Reti   |
| --------------- | -------- | ------- | ------------ | ------------ | -------- | ------ |
| A. Assirelli    | 13       | -20     | 2            | -4           | 15       | -24    |
| O. Capaccioli   | 28       | 1       | 2            | 0            | 30       | 1      |
| P. Degano       | 27       | 6       | 1            | 1            | 28       | 7      |
| F. Del Bianco   | 30       | 0       | 2            | 0            | 32       | 0      |
| G. Emiliani     | 1        | 0       | 2            | 0            | 3        | 0      |
| S. Grassi       | 1        | 0       | -            | -            | 1        | 0      |
| E. Lovagnini    | 21       | 0       | 2            | 0            | 23       | 0      |
| M. Martinelli   | 2        | 0       | -            | -            | 2        | 0      |
| A. Miniati      | 17       | 4       | -            | -            | 17       | 4      |
| T. Piana        | 28       | 12      | 2            | 0            | 30       | 12     |
| R. Raccis       | 28       | 11      | 1            | 2            | 29       | 13     |
| P. Silingardi   | 17       | -14     | -            | -            | 17       | -14    |
| E. Soldani      | 9        | 0       | -            | -            | 9        | 0      |
| L. Spagnoli     | 4        | 0       | -            | -            | 4        | 0      |
| M. Stua         | 30       | 8       | 2            | 1            | 32       | 9      |
| R. Tori         | 30       | 1       | 2            | 0            | 32       | 1      |
| T. Traversa     | 20       | 2       | 2            | 0            | 22       | 2      |
| M. Zidarich (I) | 24       | 6       | 2            | 0            | 26       | 6      |